# سدیم کلروآلومینات
سدیم تتراکلروآلومینات یا سدیم کلروآلومینات (به انگلیسی: Sodium chloroaluminate) با فرمول شیمیایی  NaAlCl4  یک ترکیب شیمیایی است. که جرم مولی آن ۱۹۱٫۷۸۳۳۱ g/mol می‌باشد.